# Замок Фарні

Герб вождя клану Армстронг.

Замок Фарні (англ. Farney Castle) — один із ірландських замків, розташований в графстві Тіпперері. Належав одній з гілок шотландського клану Армстронг. Замок має незвичайну архітектуру — круглі вежі, що нетипово для норманських замків, які мали виключно квадратні вежі. Замок має чисельні таємні ходи і таємні кімнати, більшість з яких є досі не дослідженими.

## Історія замку Фарні
Перший замок Фарні був побудований в 1185 році норманськими феодалами після англо-норманського завоювання Ірландії. Перший замок Фарні був дерев'яним. Кам'яна кругла вежа в замку Фарні була побудована в 1495 році Томасом Батлером — VII графом Ормонд. Замок став частиною оборонної системи графів Ормонд, яку вони створили для захисту своїх земель. Батлери володіли замком Фарні протягом майже 500 років. Але в 1536 році замок Фарні конфіскував у Батлерів король Англії Генріх VIII. Але він повернув замок Батлерам у 1538 році, коли він одружився з Анною Болейн, що була родичкою Джеймса — ІІІ графа Ормонд. Потім замок був ще двічі короткочасно конфіскований англійськими королями: королем Яковом І в 1617—1625 роках та королем Георгом І у 1716—1725 роках.
У 1640 році спалахнуло повстання за незалежність Ірландії. У 1650 році замок був захоплений військами Олівера Кромвеля. Замок був конфіскований у власників і дарований офіцери армії Кромвеля Гуллету. У 1660 році після реставрації монархії замок був конфіскований в Гуллетів і дарований капітану Вільяму Армстронгу, що під час війни підтримував монархістів і воював проти Кромвеля. Наступні 200 років замок був у володінні родини Армстронг. Вільям Армстронг належав до шотландського клану Армстронг — клану англо-шотландського прикордоння. Цей клан був знаменитий своєю войовничістю і жорстокістю. У 1677 році Вільям Армстронг придбав великі маєтки та землі в Ірландії, включаючи землі абатства Святого Хреста.
Вільсон згадує цей замок в своїх рукописах в 1786 році, де він описує замок як резиденцію лорда Армстронга. У документах 1814 та 1840 року зазначається, що в замку живе капітан Армстронг і зазначається що замок Фарні це «круглий старий замок в якому є резиденція джентльмена». У 1850 році містер Вільям Армстронг жив у цьому замку. Замок Фарні тоді був оцінений в 42,1 фунти стерлінгів для преподобної Гарретт Стін. Замок лишався у володіннях клану Армстронг ще в 1870-тих роках. Нині замок Фарні лишається заселеним. Нині в замку живе художник та дизайнер Кирил Каллен і має там свою студію.